# 多刺粗毛蚤
多刺粗毛蚤（学名：Macrothrix spinosa）为粗毛蚤科粗毛蚤属的动物。分布于斯里兰卡、泰国、拉丁美洲、大洋洲以及中国大陆的广东、云南等地，一般生活于浅的池塘或水坑中。